# Jacqueline Kraege

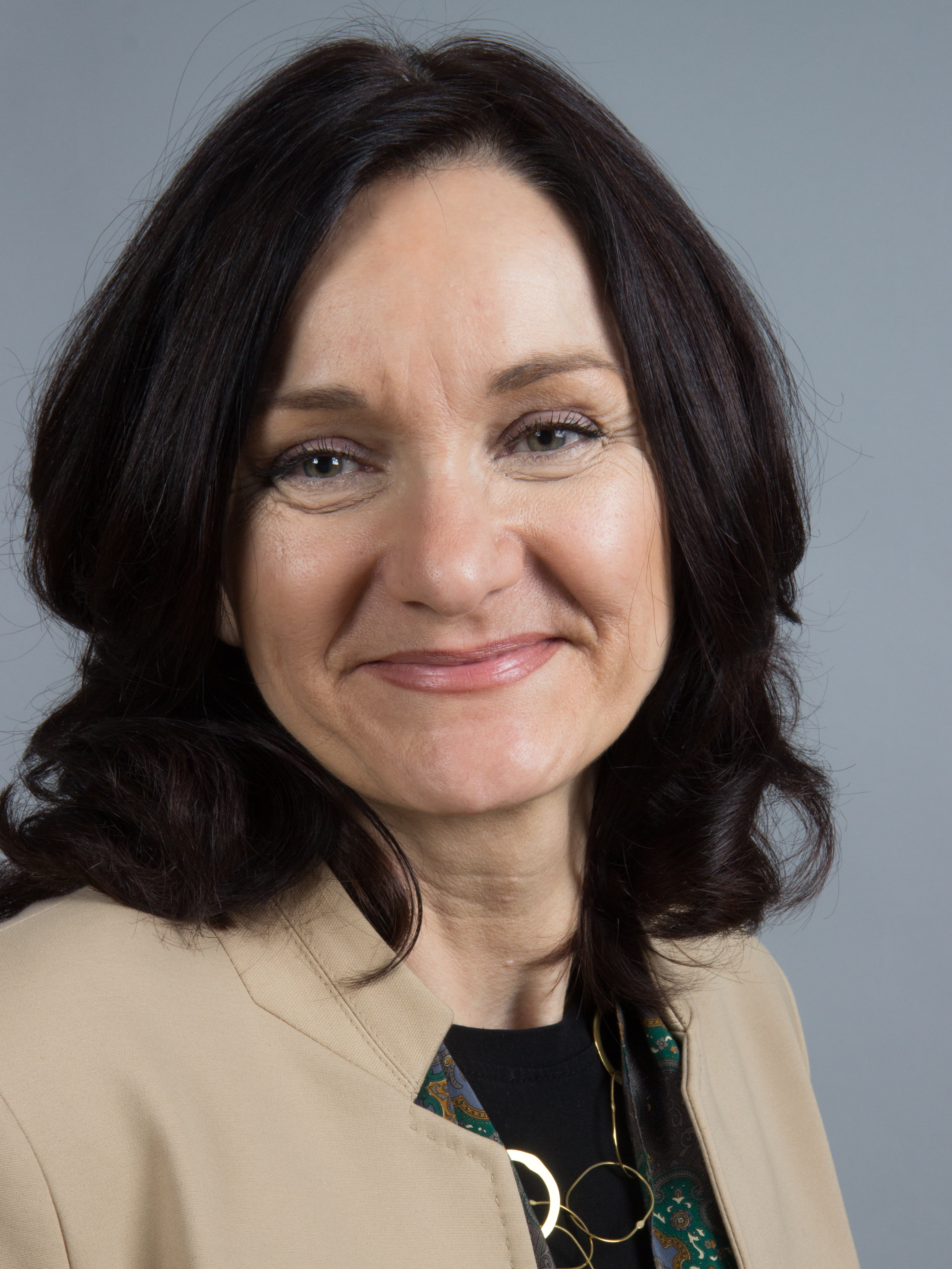
Jacqueline Kraege (2014)

Jacqueline Kraege (* 21. Mai 1960 in München; † 29. April 2020) war eine deutsche politische Beamtin. Sie war von 2013 bis zum 1. Juli 2015 Staatssekretärin in der Staatskanzlei in Rheinland-Pfalz, bis November 2014 als Chefin der Staatskanzlei unter Ministerpräsidentin Malu Dreyer.

## Leben und Beruf
Nach dem 1979 in Sankt Augustin abgelegten Abitur studierte Kraege Vergleichende Literaturwissenschaften, Germanistik, Spanische Philologie, Kunstgeschichte und Politische Wissenschaften an der Universität Bonn. 1989/90 legte sie dort das Magisterexamen ab.
Parallel hierzu war sie von 1986 bis 1990 als Projektassistentin bei der SPD-nahen Friedrich-Ebert-Stiftung tätig. Von 1988 bis 1989 arbeitete sie zusätzlich als Dozentin am nach Willi Eichler benannten Willi-Eichler-Bildungswerk. In den Jahren 1990/91 fungierte sie als Koordinatorin der Regionalkonferenzen „Fortschritt ’90“ beim SPD-Bundesvorstand, 1991/1992 war sie Büroleiterin beim Bundestagsabgeordneten Christoph Zöpel (SPD).
1992 erfolgte ihr Einstieg in die Landesverwaltung von Rheinland-Pfalz, wo sie in den Folgejahren Aufgaben mit zunehmender Verantwortung wahrnahm: bis 1995 war sie Referentin, danach bis 2001 Referatsleiterin in der Staatskanzlei. Von 2001 bis 2002 leitete sie das Büro von Ministerpräsident Kurt Beck (SPD), anschließend war sie bis zu ihrer Ernennung zur Staatssekretärin als Abteilungsleiterin für Ressortkoordination und Regierungsplanung der Staatskanzlei verantwortlich.

## Politik
Am 25. Februar 2005 wurde Kraege als Nachfolgerin von Hendrik Hering zur Staatssekretärin im von Margit Conrad (SPD) geführten Ministerium für Umwelt und Forsten (seit 18. Mai 2006 Ministerium für Umwelt, Forsten und Verbraucherschutz) Rheinland-Pfalz ernannt.
Seit dem 18. Mai 2011 war sie als Nachfolgerin von Christoph Habermann Staatssekretärin im Ministerium für Soziales, Arbeit, Gesundheit und Demografie des Landes Rheinland-Pfalz unter Malu Dreyer.
Mit dem Wechsel zum Kabinett Dreyer I wurde sie am 16. Januar 2013 zur Chefin der Staatskanzlei im Range einer Staatssekretärin ernannt. Sie war die erste Frau in diesem Amt. Im Zuge einer umfangreichen Kabinettsumbildung verlor sie am 12. November 2014 die Leitung der Staatskanzlei und wurde als Nachfolgerin von Margit Conrad, damals Ministerin, Staatssekretärin für Bundes- und Europaangelegenheiten in der Staatskanzlei. Hinzu kamen die Bereiche Medien und Digitales. Zum 1. Juli 2015 wurde sie aus gesundheitlichen Gründen in den Ruhestand versetzt, ihre Nachfolgerin wurde Heike Raab.